# Estéfano Izaguirre Godineau
Estéfano Izaguirre Godineau (Usurbil, 2 de gener de 1971) és un exfutbolista professional basc, que ocupava la posició de defensa.

## Trajectòria
Format al planter de la Reial Societat, jugaria sobretot amb el filial, el Sanse, tot i que comptaria amb esporàdiques aparicions en el primer equip, concretament tres partits entre 1991 i 1994. L'estiu de 1994 marxa a la SD Eibar, de Segona Divisió, en la qual qualla una bona temporada, amb 35 partits.
A l'any següent recala al CD Logroñés, amb qui puja a primera divisió, però, a la màxima categoria no compta massa per als riojans, jugant 5 partits, i acaba la temporada a l'Almería CF.
Recupera la titularitat la temporada 97/98 a les files del CD Toledo. Romandria dos anys al conjunt castellà, en els quals hi apareixeria en 54 partits. La temporada 99/00 no tindria tanta continuïtat a l'Elx CF, jugant tan soles 3 partits.
A partir de la temporada 00/01, la carrera d'Estéfano prossegueix per conjunts de Segona B i Tercera. Milita a l'Aurrerá de Vitoria (00/01), a l'Alacant CF (01/02), al Benidorm CD (02/03), al Pego CF (03/04) i a l'equip murcià del Relesa Las Palas, on penjaria les botes el 2006.